# Танцующие журавли
«Танцующие журавли» (разг. «Журавли») — плоскостной музыкальный фонтан со скульптурой «Танцующие журавли» в сквере «Дубки», возле Городского дворца культуры, на проспекте Октября, в Октябрьском районе города Уфы. Первый сухой фонтан в городе.
Первоначальный фонтан снесён из-за незаконного долгостроя. Вновь созданный фонтан по архитектуре и конструкции полностью отличается от первоначального.
В 2018 Р. Ф. Хабиров назвал фонтан памятником человеческой глупости, бездарности, лености, пообещав восстановить его.
Автор скульптуры «Танцующие журавли» — А. М. Белашов, который также является автором скульптуры фонтана «Поющий журавль» в Москве.
Скульптура «Танец журавлей» впервые создана в 1967 (по другим данным — в 1972 или 1974), когда скульптор запечатлел танец четверых журавлей, который он увидел во время половодья на пойме реки Оки за Рязанью. Всего известны три скульптуры журавлей, одна из которых выставлена в Третьяковской галерее.

## Описание
Плоскостной музыкальный фонтан длиной 55 м и шириной 9,5 м. 14 форсунок «Джампинг джет» создают водную арку высотой больше 2 м над пешеходной зоной фонтана. 130 форсунок создают вертикальные струи воды высотой порядка 2,5 м, которая меняется в зависимости от ритма музыки во время музыкально-световых шоу.
Скульптура «Танцующие журавли» — из кованой меди.

## История
Построен в сквере «Дубки», левее Городского дворца культуры, открытого в 1982, противоположно двум мозаичным фонтанам у ГДК.
Считается, что фонтан открыт в 1970. Сама скульптура установлена ориентировочно в 1980-е.
В 2007 территория в сквере «Дубки» была предоставлена ООО «СОЖ» Администрацией города Уфы для «реконструкции фонтана с организацией зоны общественного питания». Территория, в которую попал фонтан, отгородили, а сам фонтан закрыли на реконструкцию (в которой тот не нуждался). Возведение двухэтажного коммерческого здания (ныне — проспект Октября, 135/1), как и реконструкция территории, впоследствии, признано незаконным — количество этажей в нём увеличилось до четырёх; само здание предполагалось снести, а фонтан восстановить.
В 2019, после 11 лет запустения, фонтан снесён, а скульптура «Танцующие журавли» демонтирована 25 апреля 2019 и перевезена на хранение в МБУ. В ранее принятом проекте реконструкции сквера, фонтан находился на прежнем месте, но в итоге сам проект пересмотрен, а новый фонтан изменён и перенесён на другое место.
В 2020 построен на новом месте, возле коммерческого здания. Новый фонтан, открытие которого планировалось ко Дню России и Дню города Уфы, стал плоскостным и музыкальным. 25 июня 2020 отреставрированную скульптуру установили на новом фонтане. Открыт 30 июня 2020.

## Галерея

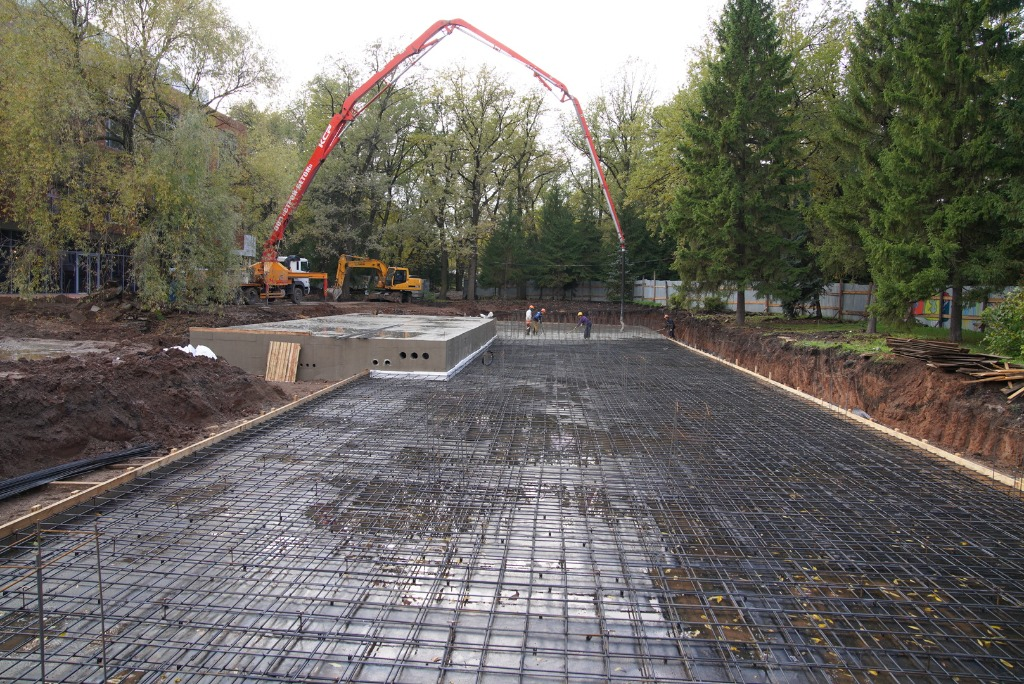
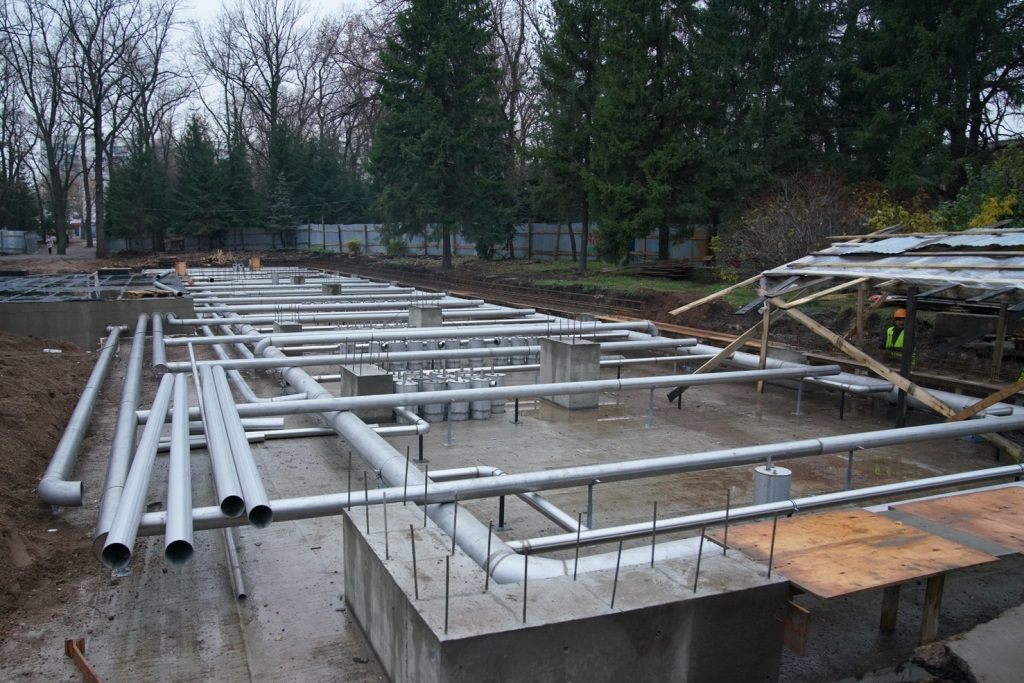
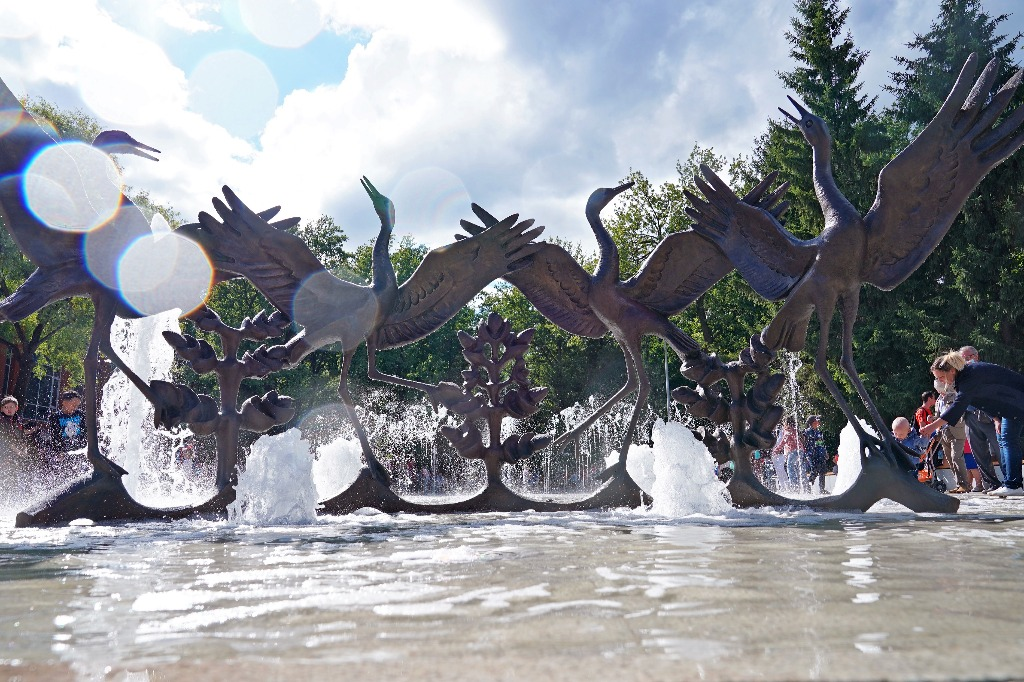